# Dictyopeltella consimilis
Dictyopeltella consimilis är en svampart som först beskrevs av Hans Sydow, och fick sitt nu gällande namn av Augusto Chaves Batista 1959. Dictyopeltella consimilis ingår i släktet Dictyopeltella och familjen Micropeltidaceae.   Inga underarter finns listade i Catalogue of Life.